# Ганс Кушке
Ганс Кушке (нім. Hans Kuschke, 25 лютого 1914 — 30 листопада 2003) — німецький академічний веслувальник.
Бронзовий призер Олімпійських Ігор 1936 року в складі вісімки.